# Giovanni Francesco Guerniero
Giovanni Francesco Guerniero (Roma, 1665 – Roma, 19 marzo 1745) è stato un architetto e scultore italiano.

## Biografia
Nato a Roma nel 1665, Guerniero conobbe tra il 1699 ed il 1700 il langravio tedesco Carlo I d'Assia-Kassel mentre visitava Roma durante il suo Grand Tour. Guerniero, che era già attivo a Roma come architetto, venne assunto nel 1701 dal nobile tedesco affinché potesse ridisegnare il suo palazzo e giardino a Kassel, in Germania, dando origine a quello che sarebbe poi divenuto il giardino barocco del Bergpark Wilhelmshöhe. L'architetto ideò una serie di giochi d'acqua e cascate, a cui aggiunse il monumento ad Ercole, che troneggia tutto il parco.
Purtroppo il progetto non venne completamente realizzato a causa di ristrettezza di fondi.
Guerniero, che ancora nel 1715 lavorava nella città di Düsseldorf, successivamente rientrò a Roma, dove morì nel 1745.

## Opere
- Delineatio Montis, Roma, Pläne und Ansichten. Facsimile Leipzig und Stuttgart 1988, 1705.